# Proboscidactyla circumsabella
Proboscidactyla circumsabella is een hydroïdpoliep uit de familie Proboscidactylidae. De poliep komt uit het geslacht Proboscidactyla. Proboscidactyla circumsabella werd in 1954 voor het eerst wetenschappelijk beschreven door Hand. 